# Adama Touré (Politiker, PAI)
Adama Abdoulaye Touré (geb. 1936 in Kampti, Französisch-Westafrika; gest. 26. Oktober 2012) war ein Politiker aus Burkina Faso. Touré war ursprünglich ein radikaler Studentenaktivist und wurde ein Anführer der kommunistischen African Independence Party (PAI, Parti Africain de l'Indépendance). In Burkina Faso war er Parteiführer. Er war Lehrer an einer Militärakademie und spielte eine wichtigen Rolle in der ideologischen Bildung der Militärführer, welche das Land nach der Revolution von 1983 regieren würden. Er diente von 1983 bis 1984 als Informationsminister in der Revolutionsregierung, wurde jedoch nach der Spaltung zwischen PAI und dem Militär inhaftiert. Er war unter dem Spitznamen „Lénine“ bekannt.

## Leben

### Jugend
Touré wurde 1936 in Kampti (heute in der Provinz Poni, damals in der Elfenbeinküste, Französisch-Westafrika) geboren. Er besuchte die Grundschule von 1944 bis 1950. Von 1951 bis 1959 studierte er an den Modern Colleges von Bobo-Dioulasso und Ouagadougou und erlangte einen Bachelor-Abschluss. Er wurde 1953 zum Vertreter der Schüler des Modern College von Bobo-Dioulasso gewählt. 1956 wurde er Präsident der Kampti Pupils Fraternal Union (UEFK) und später zum Vertreter der Schüler des Modern College von Ouagadougou gewählt.

### Senegal
1959 schrieb er sich an der Université de Dakar ein. Von 1961 bis 1965 war er Vorsitzender der Voltan Scholarly Association (ASV) von Dakar. Später war er von 1962 bis 1966 Sekretär der Voltan-Sektion der General Students Union of West Africa (UGEAO). Noch als studentischer Aktivist trat er im Mai 1962 der African Independence Party (Parti Africain de l’Indépendance PAI) bei.
Er erwarb einen Abschluss in Geschichte und Geographie sowie ein Diplom in Höheren Studien (Diplôme d'études supérieures en France) mit einer Arbeit über den Widerstand gegen die Rekrutierung obervoltaischer Schützen während des Ersten Weltkrieges. Von 1966 bis 1967 arbeitete er als Lehrer für Geschichte und Geographie an der Ecole Normale des Jeunes Filles in Thiès.

### Rückkehr nach Obervolta
1967 kehrte er nach Obervolta zurück und begann an der Prytanée militaire de Kadiogo (Preparatory Military School, heute: PMK military school) zu unterrichten. 1969 wurde er zum Direktor der Ecole Normal des Instituteurs et Institutrices de Ouagadougou ernannt. 1971 organisierte die PAI einen anti-imperialistischen Protest gegen den Besuch des Präsidenten der Elfenbeinküste Félix Houphouët-Boigny. Danach wurde Adama entlassen. Er kehrte jedoch noch im selben Jahr als Dozent an die Militärschule zurück (wo er bis 1981 blieb). Und diente sogar als Studienleiter an der PMK. Sein Unterrichtsstil unterschied sich stark von dem der Französischlehrer, die an der Einrichtung verblieben waren. Er hielt Vorlesungen über die Ereignisse der Französischen, Russischen, Algerischen und Vietnamesischen Revolution und erhielt von den Studenten der PMK den Spitznamen „Lénine“.

### Einfluss auf Thomas Sankara
Zu seinen Schülern an der Militärschule der PMK gehörten die jungen Kadetten Thomas Sankara und Blaise Compaoré. Touré wurde später Sankaras politischer Mentor. Bruno Jaffré schreibt: es „war Adama Touré, Spitzname Lenin, Lehrer für Geschichte und Geographie und Studienleiter an der Prytanée militaire de Kadiogo (PMK) während Präsident Sankaras Amtszeit, der Präsident Thomas Sankara die Augen für den Klassenkampf öffnete“ („[t]he one who opened the eyes of President Thomas Sankara to the class struggle was Adama Touré, nicknamed Lenin, teacher in history and geography, studies director at Prytanée militaire de Kadiogo (PMK) during President Sankara's time at the establishment“). Brian J. Peterson erklärte: „Die Bedeutung von Adama Touré für die politische Ausbildung von Sankara und seinen Mitschülern, die noch unerfahrene Jugendliche auf der Suche nach Orientierung waren, kann kaum überschätzt werden. Während der Revolution ging Sankara auf Distanz zu Touré und spielte den Einfluss seines ehemaligen Lehrers herunter, um seine Macht zu festigen. Diejenigen, die Sankara während der PMK-Jahre gut kannten, stimmen jedoch darin überein, dass Touré einen enormen Einfluss auf Sankaras intellektuelle Entwicklung hatte“ („[i]t’s difficult to overstate the importance of Adama Toure in the political education of Sankara and his peers, who were still callow youth looking for direction. During the revolution, Sankara took his distance from Toure and downplayed his former teacher’s influence in a bid to consolidate power. However, those who knew Sankara well during the PMK years agree that Toure had a tremendous influence on Sankara’s intellectual formation“).

### Führer der PAI
Als Aktivist in der National Union of African Teachers of Upper Volta (SNEAHV) und später der Voltan Unitary Trade Union of Secondary and Higher Education Teachers (SUVESS) war Touré Mitbegründer der Voltan Trade Union Confederation (CSV) im September 1974.
1975 verstarb der Führer der PAI Amirou Thiombiano unerwartet. Adama Touré übernahm den Posten als Generalsekretär der PAI in Obervolta und berief Philippe Ouédraogo und seinen Verwandten Soumane Touré in das PAI-Exekutivkomitee. Unter Adamas Führung verlagerte die PAI ihren Schwerpunkt auf die Innenpolitik, als die Befreiungskriege in Guinea-Bissau, Angola und Mosambik zu Ende gingen. Die PAI entwickelte Massenbewegungen, wobei die Bewegung der Ligue patriotique pour le développement (Patriotischen Liga für Entwicklung, LIPAD) den Einfluss der Untergrundbewegung der PAI aus dem Schatten holte. Er blieb bis 1990 Generalsekretär der PAI.
Nach seiner Emeritierung an der Militärschule PMK war er von 1981 bis 1983 Direktor des Allgemeinen Sekundarunterrichts, später Direktor des Allgemeinen und Technischen Sekundarunterrichts.

### Minister und Inhaftierung
Am 24. August 1983 wurde er zum Informationsminister ernannt und war einer von fünf LIPAD-PAI-Kabinettsministern in der neuen revolutionären Regierung. Von Mai bis Juni 1984 war Touré auf einer Europareise, bei der er öffentlich über die Spannungen zwischen LIPAD und den Militärs in der Regierung sprach.
Touré wurde im August 1984 aus der Regierung entlassen und wurde im Oktober 1984 inhaftiert. Anfang November 1984 wurde Touré zu einem Polizeiposten der Sûreté générale versetzt, wo er seine Mitgefangenen der PAI Hama Arba Diallo und seinen Namensvetter Adama Touré traf. Am 3. Februar 1986 wurde er zusammen mit Adama Touré aus der Haft entlassen.

### Spätere Jahre
Von 1987 bis 1989 war er an der Abteilung für Geschichte und Geographie am Pädagogischen Institut von Burkina tätig. 1990 wurde er Gründungsdirektor des Lycée Privé de la Jeunesse. Touré starb in der Nacht zwischen dem 26. und 27. Oktober 2012.
Die Adama Abdoulaye Touré-Stiftung für Wissenschaft und Bildung (Fondation Abdoulaye Adama Touré pour la science et l’éducation) wurde 2014 gegründet.